# Re loca
Re loca es una película argentina de 2018 dirigida por Martino Zaidelis y protagonizada por Natalia Oreiro. Se trata de la remake de la película chilena Sin filtro, estrenada en 2016.

## Sinopsis
Pilar (Natalia Oreiro) vive en un departamento de Buenos Aires con su poco dedicado marido Javier (Fernán Mirás) y su hijastro adolescente e irresponsable, Nicolás (Lucas Pose), trabaja como agente creativa en una agencia de publicidad y pronto cumplirá cuarenta años. Pilar lleva una vida monótona y desgastante, que suele mejorar un poco cuando habla con su exnovio Pablo (Diego Torres). Sin embargo, Pablo está por casarse con Sofía (Gimena Accardi), que odia a Pilar. Su vecino, Guillermo (Walter Cornás) realiza ruidosas fiestas continuas, y su hijastro no va la escuela y se pasa todo el día metiendo amigos a su departamento. Su mejor amiga Valeria (Pilar Gamboa) ignora sus problemas y no la escucha por mantenerse pendiente de su teléfono. En su trabajo, su jefe, Alejandro (Agustín Aristarán) considera que Pilar está desactualizada con respecto al mundo de las redes sociales y contrata a la joven influencer Maia (Malena Sánchez) para que trabaje con ella en relanzar la campaña de publicidad que fue la más exitosa de la carrera de Pilar quince años atrás. Maia molesta a Pilar al ocupar su lugar en el estacionamiento de la empresa y, posteriormente, la humilla durante una junta laboral al eclipsarla y anular sus propuestas. Después de esto, Pilar colapsa emocionalmente cuando su auto es confiscado por estar mal estacionado. Aunque Pablo acepta ayudarla llevándola al bar donde trabaja, Sofía aprovecha la ocasión para exigirle a Pilar que se aleje de su prometido. Mientras vuelve deprimida hasta su casa, Pilar se encuentra con Fernando Salaberry (Hugo Arana), un anciano que se encuentra realizando un "ejercicio para purificar su alma" junto a un puente. Salaberry escucha sus problemas y le cuenta sobre un ritual que puede realizar para, al día siguiente, despertarse siendo alguien completamente diferente, que enfrente sus problemas.
Efectivamente, Pilar realiza el ritual y despierta siendo una persona despreocupada y directa. Le dice a Javier lo que piensa, rompe la ventanilla del auto de Maia cuando esta vuelve a estacionarlo en su sitio, mantiene una fuerte discusión con Alejandro y finalmente renuncia a su trabajo luego de obligarlo a pedir perdón por el trato que ha recibido de él. Tras encontrarse con Pablo y Sofía, la insulta y coquetea con Pablo delante de ella. En una reunión posterior con Valeria, le destruye el teléfono como represalia por no prestarle atención. Al volver a su casa, obliga al empleado de la compañía de gas a arreglarle el agua caliente y expulsa violentamente a Javier y Nicolás de su departamento luego de encontrar a este último filmando una película pornográfica en su habitación. Golpea ferozmente a un taxista por agredirla en la calle y luego rechaza a Maia, que intentaba convencerla de trabajar juntas luego de que una filmación de dicho ataque se hiciera viral.
Sin embargo, la paz encontrada por Pilar tras su liberación se rompe cuando su actitud directa comienza a causarle problemas. Luego de confesarle a Pablo que todavía lo ama, le recrimina en forma severa el hecho de haberla dejado por instigación de su madre y querer casarse ahora con Sofía, una mujer controladora muy parecida, utilizando palabras y términos hirientes que dañan gravemente su amistad. También se pelea con su hermana por haber dejado morir a su gato, a quien le había prometido cuidar. Al regresar a su departamento, incendia y destruye el auto de su vecino como respuesta a su negativa a finalizar una de sus fiestas, con lo que termina pasando la noche en prisión.
Al día siguiente, localiza a Salaberry y busca que este la ayude a volver a ser como antes. Pero el anciano le dice que no ha hecho nada, que Pilar tiene todo en su cabeza, pudiendo controlar sus impulsos cuando y como quiera. Después de que Maia intente convencerla de trabajar juntas con otro vídeo viral, Pilar sugiere que puede ser su asistente. Luego de eso, hace las paces con su hermana regalándole un gato adoptado. En su departamento, Javier y Nicolás intentan reconciliarse sinceramente con ella y, aunque Pilar aprecia sus disculpas, finalmente decide que deben poner fin en buenos términos a su relación. Finalmente, decide ir a la boda de Sofía y Pablo, dispuesta a arreglar las cosas con este último. Durante la ceremonia nota que Sofía ha controlado toda la organización, sin aceptar ninguna de las ideas de Pablo, aunque Pilar admite que de todas formas su exnovio parece feliz. Decidiendo que no tiene por qué participar del evento, Pilar abandona el lugar sola. La película termina con Pilar conduciendo, escuchando la radio y riendo alocadamente.

## Reparto
- Natalia Oreiro como Pilar.
- Pilar Gamboa como Valeria.
- Diego Torres como Pablo.
- Fernán Mirás como Javier.
- Hugo Arana como Fernando Salaberry.
- Gimena Accardi como Sofía.
- Diego Peretti como el psicoanalista.
- Malena Sánchez como Maia.
- Walter Cornás como Guillermo.
- Valeria Lois como Isabel.
- Agustín Aristarán como Alejandro.
- Martín Garabal como Toto.
- Lucas Pose como Nicolás.
- Darío Guersenzvaig como Sergio.
- Santiago Korovsky como el camarógrafo.
- Jonathan Nugne como el fiestero.
- Ale Dambrosio como el recepcionista.
- Suyai Chiodi como la rapera.
- Pedro Risi como el alumno Salaberry.
- José Mehrez como el gasista.
- Emiliano Salamanca como el trapito.
- Beatriz Rajland como Olga.
- Santiago Rovito como el rapero.

## Recepción

### Crítica
La película recibió críticas mixtas, aunque generalmente positivas. Según el portal Todas Las Críticas, la cinta protagonizada por Natalia Oreiro obtuvo un 62 % de reseñas positivas con un promedio estimado en 60/100 basado en 29 calificaciones de la prensa.

### Comercial
Luego del precedente del año anterior con Mamá se fue de viaje y su inesperado éxito comercial en el mismo período invernal, se esperaba que la película se comportara de forma similar, atrayendo al target de público poco interesado en las películas "blockbuster", tal cual sucedió con la cinta de Ariel Winograd antes mencionada.
En su primer día en cartelera, la película atrajo a 21 mil espectadores, logrando efectivamente cifras similares al día de estreno de Mamá se fue de viaje. Terminada su primer fin de semana en cartelera la película había logrado cortar 154 000 boletos ubicándose 5° entre las más vistas en temporada de receso escolar. Ya en su segundo fin de semana, la película se mantenía en la misma posición con una leve baja en la asistencia, llevando a los cines 101 000 personas. Llegado el tercer fin de semana, la cinta había bajado un puesto ubicándose esta vez en la 6° posición entre las más vistas manteniendo un buen rendimiento de 81 000 espectadores conseguidos.
El acumulado hasta la fecha es de 731 424 espectadores según la consultora UltraCine, siendo una de las películas argentinas más vistas del año en dicho país, logrando así superar a Animal como la película argentina más vista del primer semestre.